# 阿波の狸まつり
ふるさとカーニバル 阿波の狸まつり（ふるさとカーニバル あわのたぬきまつり）は、徳島県徳島市で毎年11月上旬に催される祭りである。

## 概要
ふるさとの良さを体感してもらうことを目的に、1978年（昭和53年）に第1回の「狸まつり」が開催され、現在は徳島の秋を彩る祭りとして定着した。
2006年は、開催期間が3連休と重なったことや好天に恵まれたことから、3日間で27万人と徳島市の人口（26万人）に匹敵する人出を記録した。
現在は徳島市内の藍場浜公園をメイン会場に、徳島県郷土文化会館では徳島県内各市町村の特産品の販売が行われる。
徳島県内に拠点を持つ各企業がイベントを行うほか、特設ステージではカラオケ大会や阿波踊り・人形浄瑠璃などの徳島の伝統芸能をはじめとする各種演芸が披露される。また、タヌキの着ぐるみをまとったスタッフが会場をもりあげ、とくに子供たちに親しまれている。
「ふるさとカーニバル実行委員会」が主催するが、徳島県の支援事業ともなっている。
なお、2020年と2021年の開催は新型コロナウイルス感染症蔓延の影響により、中止となった。

## 徳島県とタヌキ
古くから徳島にはタヌキの伝説が多く、タヌキが人を化かす昔話が多く語られている。
阿波の狸合戦（あわのたぬきがっせん）、あるいは金長狸合戦（きんちょうたぬきがっせん）として知られる物が特に有名である。そのため、徳島を活性化させるイベントの名称にタヌキを取りいれた。

## テーマソング
「阿波の狸」　歌：森田公一とトップギャラン　作詞：喜多内十三造　作曲：森田公一

## 交通
- JR徳島駅から徒歩約5分。